# Filothéi
Filothéi är en ort i Grekland.   Den ligger i prefekturen Nomarchía Athínas och regionen Attika, i den sydöstra delen av landet, 8 km nordost om huvudstaden Aten. Filothéi ligger 140 meter över havet och antalet invånare är 7 302.
Terrängen runt Filothéi är kuperad åt sydost, men åt nordväst är den platt. Runt Filothéi är det tätbefolkat, med 257 invånare per kvadratkilometer. Närmaste större samhälle är Aten, 7,7 km sydväst om Filothéi. 